# 九龍巴士W3線
九龍巴士W3線是香港巴士路線，亦是九巴兩條高鐵專線其中之一（另一條為W2），來往上水及佐敦（西九龍站），途經粉嶺南、太和邨、大埔超級城、廣福邨、沙田站及大角咀，取道粉嶺公路、吐露港公路、大埔公路－沙田段及青沙公路，為廣深港高速鐵路乘客提供特快連接新界東的服務。本線是北區首條途經青沙公路的全日專營巴士路線，以及該路段首條單位數字編號專營巴士路線。

## 歷史
有見廣深港高速鐵路西九龍站將於2018年第3季啟用，為方便乘客更快捷地前往該站轉乘高速鐵路，運輸署遂於2017年12月向區議會遞交文件，建議增設3條特快「點對點」的巴士路線，並以公開招標形式決定營辦公司。本線為其中之一，當時建議由上水開出，中途只停靠「廣福邨」、「沙田站」及「青沙公路轉車站」三站便直達西九龍站，並取道粉嶺公路、吐露港公路、大埔公路－沙田段及青沙公路等快速公路往返，讓新界東居民享有特快直達高速鐵路站的服務。
運輸署其後於2018年7月，宣布來往上水及西九龍站的路線由九巴投得，最終獲編號為「W3」。
2018年9月23日，W3線配合廣深港高速鐵路通車而投入服務。
2019年6月9日起，本路線縮減班次；同時逢星期一至五早上及下午繁忙時間試行來回方向繞經百和路，但由於當日為星期日，繞道粉嶺的安排實際上於翌日才執行。
2020年1月30日起，西九龍站因受2019冠状病毒病疫情影響封閉，該線當日起停辦，直至西九龍站重開為止。
2021年5月10日，有限度恢復服務，只於星期一至五來回開兩班，來回程參照正常服務之繁忙時段班次走線繞經百和路並設置分站，同時修改大埔區行車路線，改經大埔太和路，並增設「翠怡花園」（往佐敦方向）／「太和邨」（往上水方向）及「大埔超級城」站，往佐敦方向原於廣福邨實施的分段收費提前至翠怡花園起，往上水方向原於廣福邨終止的短途分段收費延至太和邨終止。
2021年11月9日：宣布延續試辦期至2022年5月13日，並於2021年11月15日起縮減班次至來回程各開一班。
2022年8月15日：來回程繞經大角咀及旺角西（海泓道）一帶：
- 往西九龍站方向，增停深旺道「大角咀中匯街」、「奧運站」、大角咀道「富貴街」、海泓道「海富苑」及「富榮花園」站；
- 往上水方向，增停海泓道「富榮花園」、「柏景灣」、櫻桃街「帝柏海灣」、深旺道「奧運站」及「君匯港」站。

2023年1月9日：以試行形式延長服務時間。：
- 由上水開出之班次服務時間為06:45至16:15，由佐敦（西九龍站）開出之班次服務時間為12:15至18:15；
- 往佐敦方向增停粉嶺公路轉車站；
- 於粉嶺公路轉車站及青沙公路轉車站提供巴士轉乘優惠

2023年1月15日：以試行形式提升為每天服務及進一步延長服務時間，由上水開出之班次服務時間為05:15至20:00，由佐敦（西九龍站）開出之班次服務時間為08:15至23:20，直至同年6月30日
2023年7月1日：由佐敦（西九龍站）開出之尾班車時間由23:20延遲至23:30。
2023年11月27日：縮減服務時間：
- 星期一至五由上水開出之班次服務時間為05:15至17:00，由佐敦開出之班次服務時間為12:30至21:30；
- 星期六、日及公眾假期由上水開出之班次服務時間為06:45至17:00，由佐敦開出之班次服務時間為10:30至21:30。

## 服務時間及班次
| 上水開               | 上水開      | 上水開       | 佐敦（西九龍站）開   | 佐敦（西九龍站）開 | 佐敦（西九龍站）開 |
| 日期                 | 服務時間    | 班次（分鐘） | 日期                 | 服務時間           | 班次（分鐘）       |
| -------------------- | ----------- | ------------ | -------------------- | ------------------ | ------------------ |
| 星期一至五           | 05:15-10:30 | 45           | 星期一至五           | 12:30-18:30        | 30                 |
| 星期一至五           | 10:30-17:00 | 30           | 星期一至五           | 18:30-21:30        | 60                 |
| 星期六、日及公眾假期 | 05:15-10:30 | 45           | 星期六、日及公眾假期 | 10:30-12:30        | 60                 |
| 星期六、日及公眾假期 | 10:30-17:00 | 30           | 星期六、日及公眾假期 | 12:30-18:30        | 30                 |
|                      |             |              | 星期六、日及公眾假期 | 18:30-21:30        | 60                 |

## 收費
全程：$13.8
- 翠怡花園往佐敦（西九龍站）：$12.1
- 沙田站往佐敦（西九龍站）：$9.8
- 佐敦（西九龍站）往沙田站或之前：$9.8
- 佐敦（西九龍站）往太和邨或之前：$12.1
- 沙田站往上水：$9.2
- 廣福邨往上水：$7

| - 本線設有12歲以下小童及65歲或以上長者半價優惠。 - 65歲或以上香港居民使用「樂悠咭」，以及12歲以下合資格殘疾兒童使用「殘疾人士身份」個人八達通繳付車資，均可享有每程$2.0或半價（以較低者為準）的票價優惠；12至64歲合資格殘疾人士使用「殘疾人士身份」個人八達通（包括「樂悠咭」），以及60至64歲香港居民使用「樂悠咭」繳付車資，均可享有每程$2.0或全費（以較低者為準）的票價優惠。 - 65歲或以上長者如使用長者或一般個人八達通繳付車資，則只可享有半價優惠；12至64歲合資格殘疾人士如不使用「殘疾人士身份」個人八達通，以及60至64歲人士如不使用「樂悠咭」繳付車資，必須繳付全費。 - 乘客可以現金或八達通於上車時付款，不設找續。 - 每位成人乘客可免費攜帶最多兩名4歲以下而不佔座位的兒童乘客乘車，超額之4歲以下小童必須繳付小童車費乘車。 - 持有「九巴月票」之乘客在車票有效期內，每日可享最多10程任何九龍巴士及龍運巴士路線（包括本路線，以及聯營路線的九龍巴士／龍運巴士提供的班次；惟乘搭機場「A」及「NA」線則可享原價二七折優惠（不會計算每天10次合資格車程））；而B1線則每日可享最多各2程（不會計算每天10次合資格車程）。 - 九龍巴士、城巴、龍運巴士及陽光巴士全職員工及家屬（不包括外判職員）可免費乘搭本路線，惟必須拍職員或職員家屬八達通。 - 乘客亦可透過多元化電子支付系統（e度嘟）繳付車資，包括使用非接觸式VISA卡、JCB卡、萬事達卡、銀聯卡、美國運通、大來國際、Discover Card、Apple Pay、Google Pay、Samsung Pay、AlipayHK「易乘碼」、支付寶、WeChatHK／微信支付「搭車碼」、銀聯雲閃付「乘車碼」及BOC Pay「乘車碼」。乘客使用此付款方式，使用此支付方式的乘客可享有中途下車之分段收費，以及與其他九巴／龍運獨營路線或聯營線九巴／龍運班次之轉乘優惠，惟不適用於與非九巴／龍運路線之轉乘優惠，亦不能享有「公共交通費用補貼計劃」及「長者及合資格殘疾人士公共交通票價優惠計劃」。 - 乘客可提前在上水總站或西九龍站巴士總站站長室購買來回車票，優惠價$22.8，有效期為三個月。 - 帶'粗體字者為雙向分段收費，乘客必須使用八達通（九巴月票除外）上車拍卡繳費，並於下車前再次確認八達通，方可享有分段收費優惠 |

## 使用車輛
現時此路線獲派6輛設有行李架及水塘位的富豪B8L 12米（V6B）雙層巴士作掛牌車。
| 車隊編號 | 車牌   |
| -------- | ------ |
| V6B72    | WF5768 |
| V6B81    | WF9483 |
| V6B90    | WG4699 |
| V6B93    | WG7574 |
| V6B103   | WH3256 |
| V6B107   | WH9368 |

## 行車路線
上水開經：龍運街、新運路、掃管埔路、雞嶺迴旋處、掃管埔路、百和路、粉嶺公路、吐露港公路、大埔太和路、南運路、大埔公路—元洲仔段、吐露港公路、大埔公路－沙田段、沙田鄉事會路、沙田車站圍、沙田站公共運輸交匯處、沙田車站圍、沙田鄉事會路、大埔公路－沙田段、大埔公路—大圍段、青沙公路（大圍隧道、沙田嶺隧道、尖山隧道）、連翔道、海輝道、深旺道、櫻桃街、海泓道、匯民道及海泓道。
佐敦（西九龍站）開經：海泓道、匯民道、海泓道、櫻桃街、深旺道、海輝道、連翔道、青沙公路（尖山隧道、沙田嶺隧道、大圍隧道）、大埔公路－大圍段、大埔公路－沙田段、沙田鄉事會路、沙田車站圍、沙田站公共運輸交匯處、沙田車站圍、沙田鄉事會路、大埔公路－沙田段、吐露港公路、大埔公路－元洲仔段、南運路、大埔太和路、吐露港公路、粉嶺公路、百和路、掃管埔路、雞嶺迴旋處、掃管埔路及新運路。
，具體停站請參考資訊框。

## 客量
本線為一條北區的特快專利巴士路線，亦是沙田市中心往佐敦和渡船角一帶的最少站的特快專利巴士路線。雖然本線以接駁高铁作招徠，但由上水乘搭東鐵綫前往羅湖或落馬洲只需7分鐘，過關到福田站或深圳北站明顯比乘搭本線轉乘高鐵快捷而便宜，因此被質疑接駁高鐵作用過小。所以路線開辦初期，無論什麼時候，本路線的客量十分稀少，經常出現吉車遊街的情況。
然而單論來往新界東和西九龍站之間的車程而言，本線於上水往返西九龍站全程僅為45-60分鐘左右，比在上水站坐過海隧道巴士978線、九龍巴士T270線或九龍巴士270A線更快抵達柯士甸道或佐敦道一帶，同時分流到西區海底隧道部份過海隧道巴士978線的客流，本線由西九龍站前往沙田站僅20分鐘左右，成為渡船角往沙田區最快的路線之一。
由於本線走線有別於同區特快巴士線，站少而全程行高速公路快速前往市區，當東鐵綫部份或全線故障時，可充當北區、大埔、沙田的市民用作緊急通勤路線在三地與市區之間來往。2018年10月8日上午，東鐵綫粉嶺站發生跳軌意外，事故令東鐵綫大埔以北的南北行列車大幅延誤及停駛，本線即時吸引了大批人前往乘坐，並首度全車爆滿開出，一度要加密班次，疏度人潮。2018年10月10日上午，東鐵綫粉嶺站再次發生跳軌意外，事故令東鐵綫太和站往上水站暫停服務，九巴即時於官方Facebook帳號宣佈，加開本線班次，疏導人潮，本線再度成為北區居民的緊急通勤路線。
此外，來往元朗區及大埔或沙田的乘客也樂於選乘本線，因為乘搭276系路線於上水巴士總站轉乘本線總車費為$13.8，相比乘搭269D線總車費$16.4便宜，更甚的是前往大埔須在城門隧道轉車站多付$2.0之轉乘費用，前往天水圍更毋須繞經元朗，相比乘搭269D線直接。
但縱觀來說，本路線客量仍十分低，偶而才出現客量高的情況，所以九巴建議本路線來回程加經粉嶺，以改善此狀況，並定於2019年6月9日實施，惟只限平日繁忙時間實施。
由於此線客源以往返新界東及大角咀與佐敦的上班人士為主，因此當運輸署批准九巴於2020年1月30日起暫停此路線服務時，引起沿線居民不滿，故此自2021年5月10日起恢復星期一至五繁忙時間服務及在大埔區內增設車站，其後更於2022年8月15日起繞經大角咀，最終於2023年1月9日重新改為每日服務，而原有於繁忙時間繞經粉嶺之措施，亦改為全日生效至今。

## 圖集

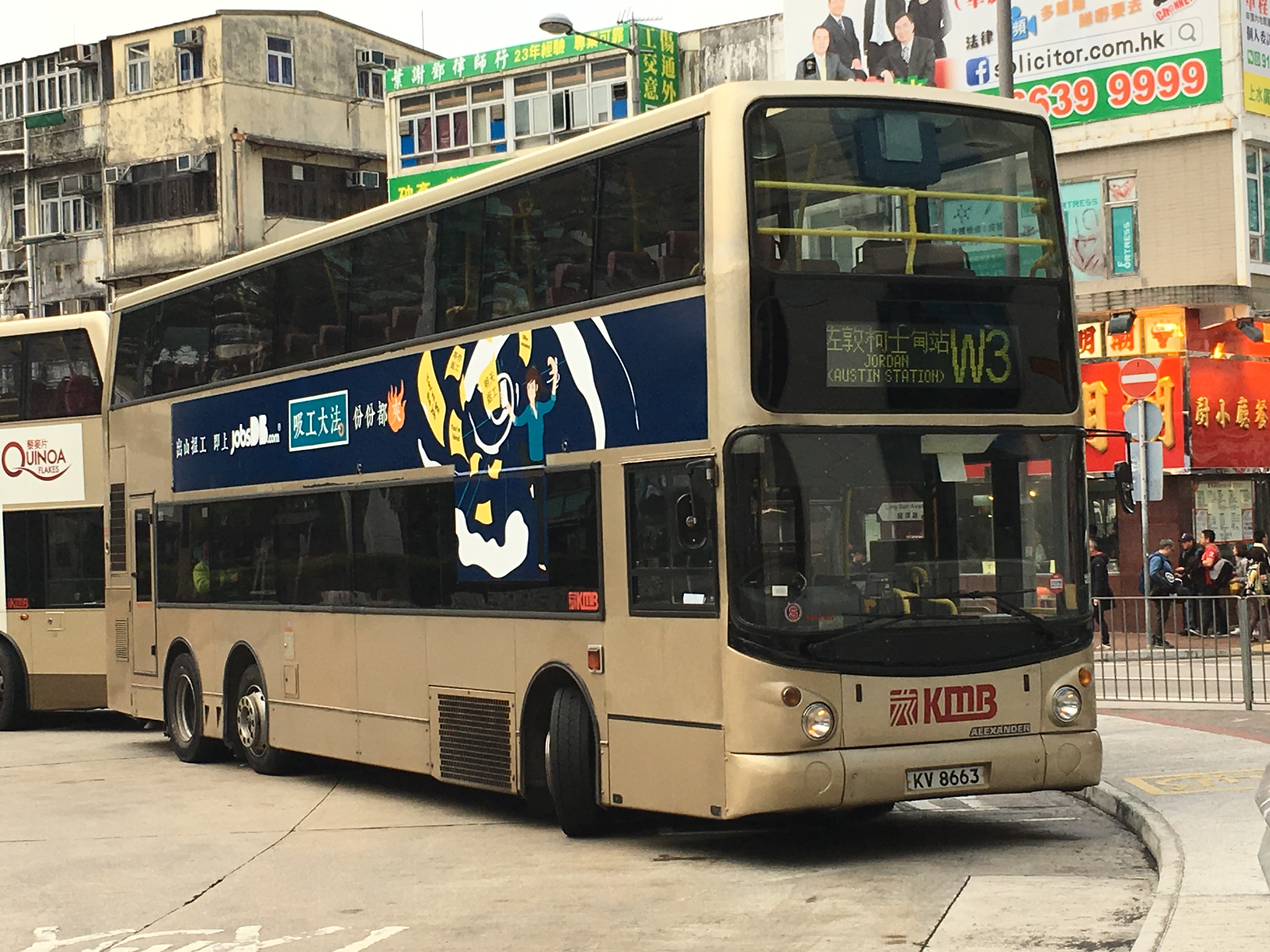
W3巴士在上水總站待發
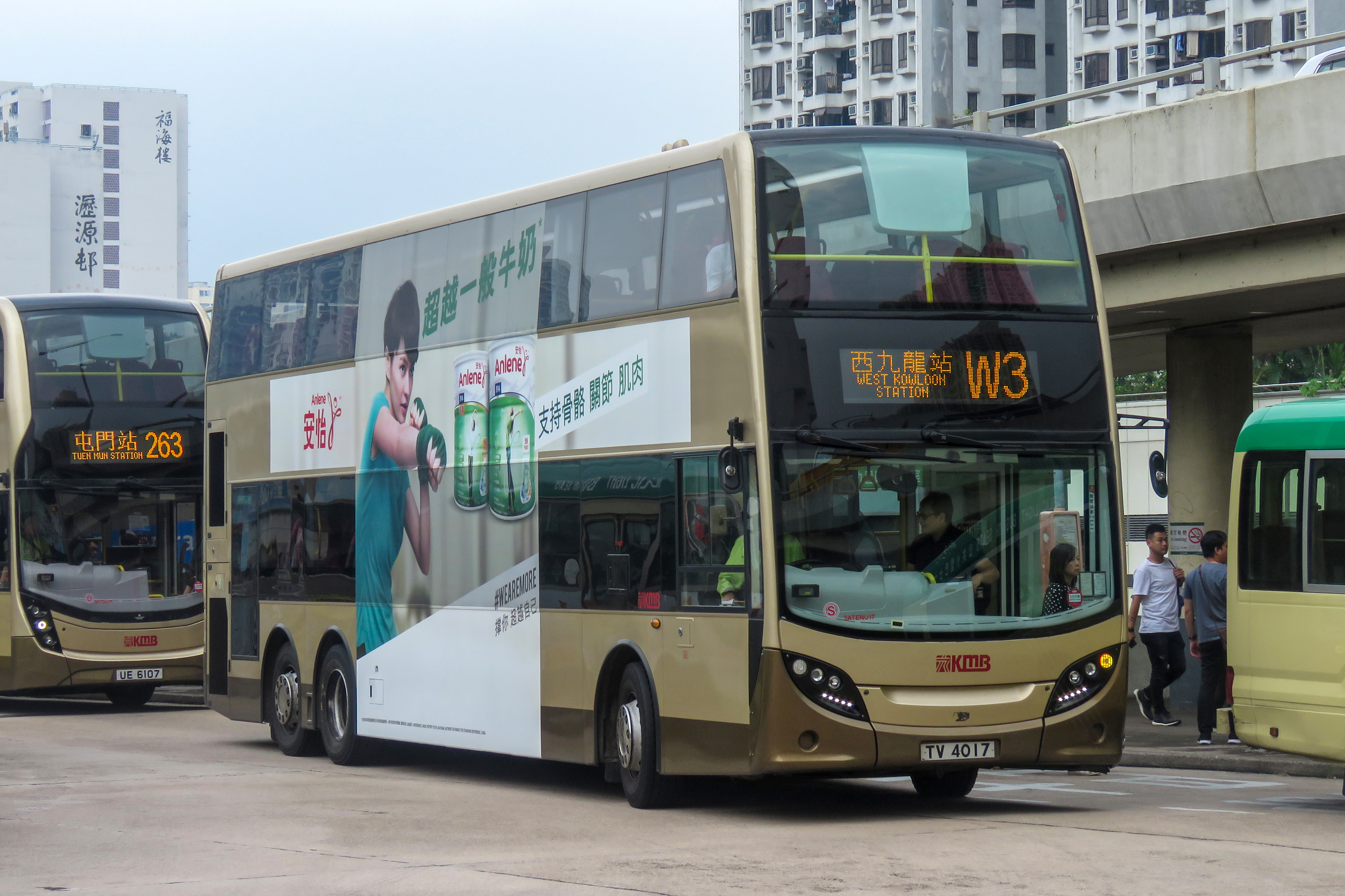
W3在沙田站
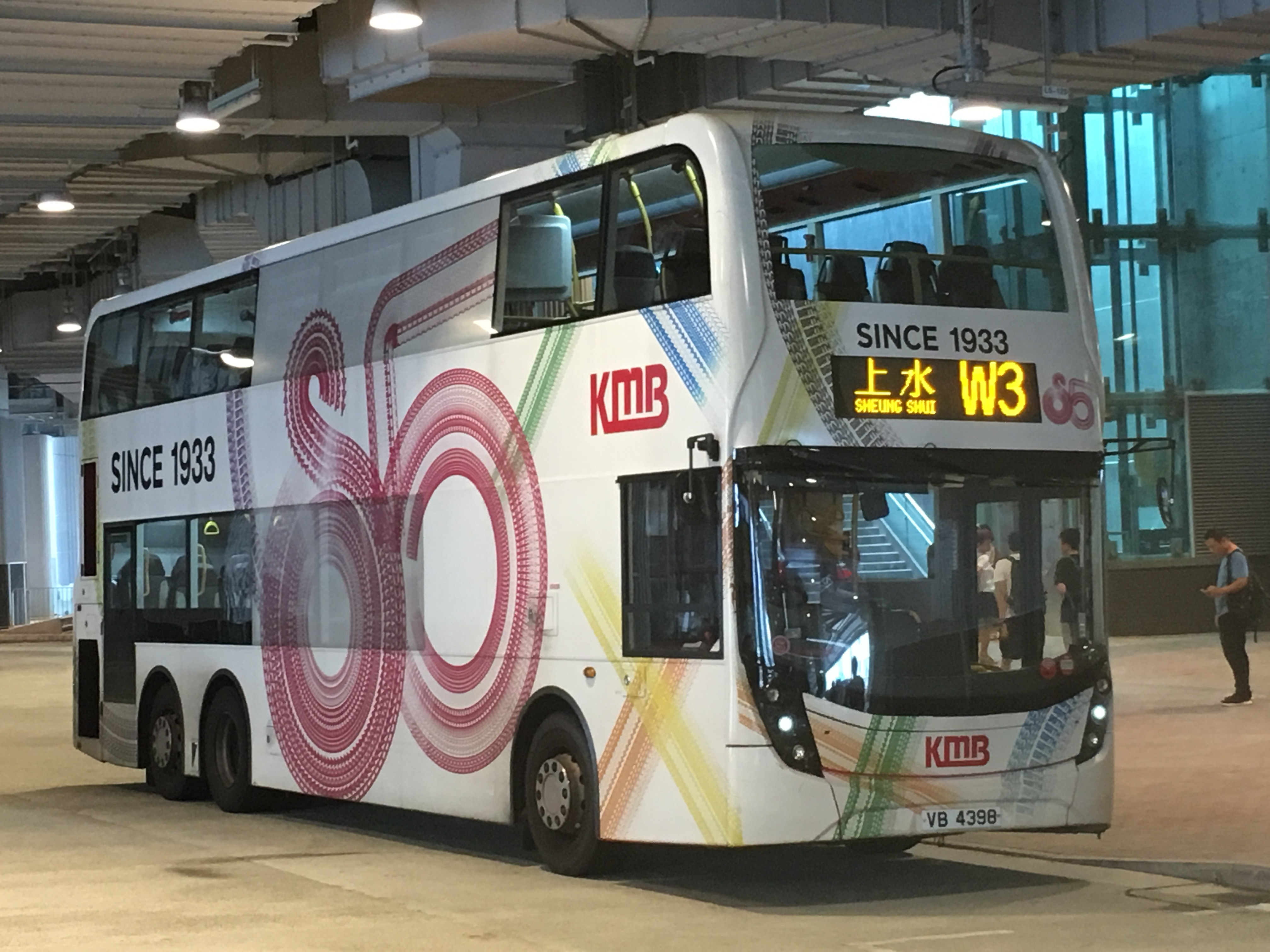
披上九巴85周年廣告的Enviro 500 MMC在本路線行走
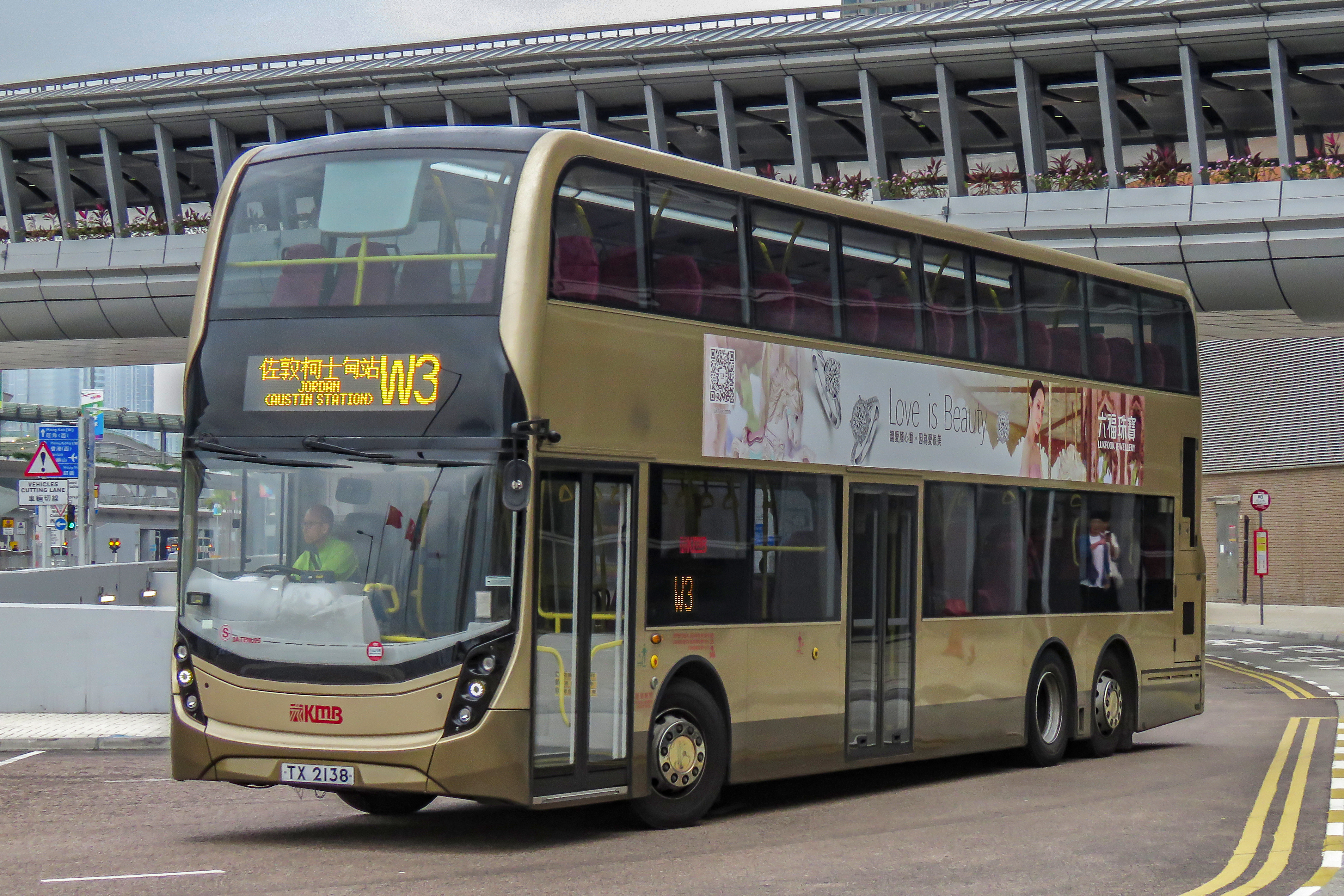
W3剛駛抵西九龍站，可見路線牌加插了「佐敦（柯士甸站）」的轉頁
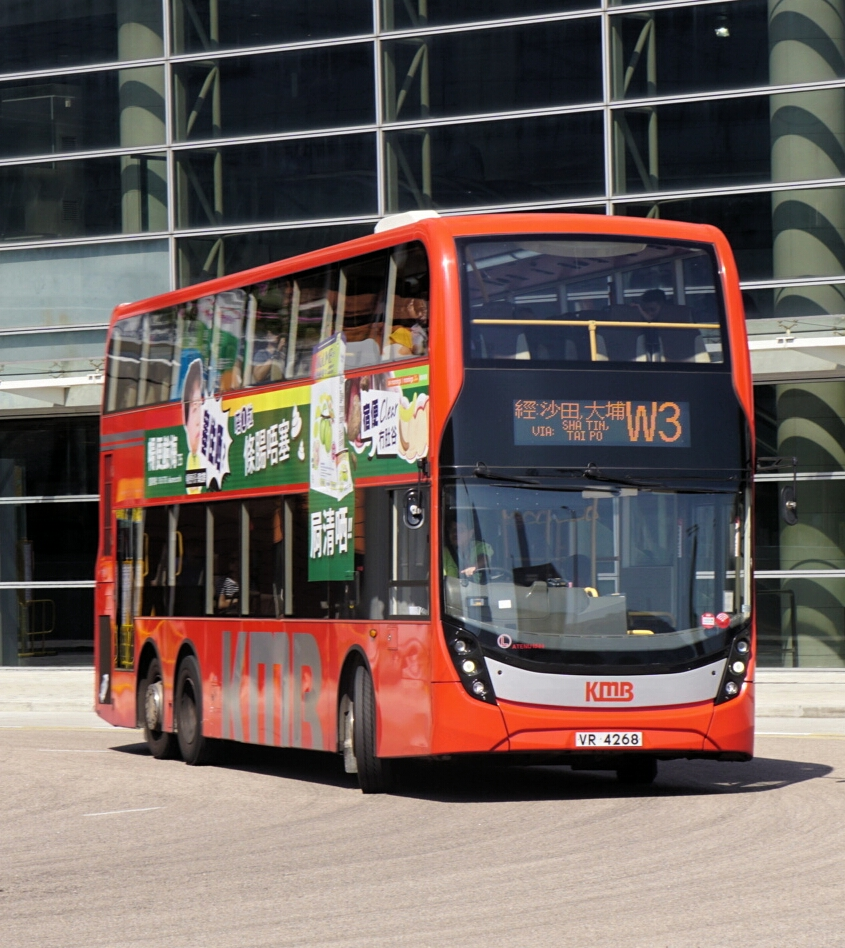
本路線不論方向皆設有「經：沙田、大埔」的轉頁

## 外部連結
- （页面存档备份，存于）
- 九巴W3線官方網站路線資料 （页面存档备份，存于）